# Abadio di Antinoe
Abadio di Antinoe (Antinopoli, ... – IV secolo) è stato un vescovo egiziano, venerato come santo.

## Biografia
Abadio fu vescovo di Antinoe in Egitto, condannato al martirio dal governatore Ariano che eseguì le persecuzioni dei cristiani sotto Diocleziano. Viene commemorato il 26 dicembre nei sinassari alessandrini, ma di lui non si conosce null'altro.